# جند الله
جند الله هي حركة مسلحة بلوشية سنية تطالب بالحرية وبحقوق وحريات الشعب البلوشي في بلوشستان والتي احتلت منذ عام (1928م)، واعدم فيها ملك بلوشستان الغربية على يد قوات الاحتلال الفارسي في عهد رضا بهلوي وكذلك تطالب بحقوق عموم أهل السنة في إيران ، أسست الحركة في عام 2002م، وتنشط في منطقة بلوشستان على الحدود بين إيران وباكستان، ينتمي إلى الحركة أكثر من 1000 مقاتل، شنت هجمات على مواقع عسكرية إيرانية قتلت فيها جنودًا إيرانيين. يتهمها خصومها بأنها حركة إرهابية. ويعتقد البعض اعتقاداً خاطئاً بأنها على صلة بتنظيم القاعدة. وقد اتهمها آخرون بعلاقات مع الولايات المتحدة رغم نفي الحركة أي ارتباطات بالقاعدة أو الولايات المتحدة. إلا أن هناك من يعتقد بصلة الحركة بالولايات المتحدة وأنها تستخدم الحركة لقيام حرب أهلية كما في العديد من الحروب التي خاضتها الولايات المتحدة الأمريكية سابقا. وفي الواقع لا يوجد علاقة ارتباط بين حركة جند الله وبين القاعدة.
«جند الله» حركة مسلحة معظم عناصرها من الأقلية (البلوشية) السنية التي تسكن مناطق إقليم (سستان ـ بلوشستان) الواقع جنوب شرق إيران في المثلث الحدودي مع أفغانستان وباكستان، أسسها عبد المالك ريغي عام 2002، وهو أحد طلبة العلوم الدينية، للمطالبة باستقلال أكبر للأقاليم السنية، كما يطالبون بتقسيم الثروة تقسيمًا عادلاً.
تمكنت الحكومة الإيرانية من إلقاء القبض على رئيس الجماعة وحُكِم عليه بالإعدام ونفّذ الحكم فيه بعد فترة.
في الثالث من نوفمبر/تشرين الثاني 2010 أصدرت وزارة الخارجية الأميركية بياناً صنفت فيه الجماعة بأنها منظمة ارهابية وحظرت دعمها من قبل أي شخص.

## أيدلوجية الحركة
أعضاء جند الله هم من قومية البلوش السنة الذي اشتهر عنهم معارضة الحكومة الباكستانية والأفغانية والإيرانية المختلفة معهم بالمذهب ويطالبون بإنصاف القوميات الأخرى في إيران مثل البلوش وعرب الأهواز وغيرها من الأقليات ويطالبون بتقسيم الثروة تقسيماً عادلا.
و ينفي التنظيم أي علاقة له بطالبان أو تنظيم القاعدة.

## نشاطات الحركة
نفّذت الحركة عدة أعمال مسلحة أبرزها إعدام الرهائن الذين كانت تخطفهم.
- أوائل عام 2006 نشرت جماعة «جندالله» شريط مصوراً لتنفيذ حكم الإعدام ضد «شهاب منصوري» ضابط مخابرات إيراني كانت قد أسَرته مع تسعة آخرين عند حدود إيران مع باكستان.
- قتل 26 وإصابة 12 من «الحرس الثوري» في آذار 2006 في عملية لنفس المجموعة.
- في نيسان 2006 أعلنت المجموعة نفسها عن قتل 12 من الحرس الإيراني عند طريق «كرمان ـ بام»
- أسر مسافرين ضمن قافلة.
- قاموا بتفجير حافلة عسكرية في زاهدان وقد قُتِل أحد عشر من «الحرس الثوري» الإيراني وأصيب 31 آخرون بجراح.
- تفجيرات في مدينة زاهدان استهدفت مسجداً للمسلمين في المدينة بانتحاريين عندما اجتمع فيه عدد من المصلين وأدّت العملية إلى مقتل 27 وجرح 300، في يوم 15 تموز 2010.
- الهجوم المسلح على حافلة في صفورا جوثا في كراتشي في باكستان مما أدّى لمقتل 45 شخصًا على الأقل وإصابة العشرات من الآمنين في يوم 13 مارس 2015.